# Conure aile-de-feu
Pyrrhura egregia
Espèce
Statut de conservation UICN

 LC  : Préoccupation mineure
Statut CITES
La Conure aile-de-feu (Pyrrhura egregia) est une espèce d'oiseaux appartenant à la famille des Psittacidae.

## Description
Cette espèce mesure environ 25 cm. Son plumage présente une dominante verte avec les écailles caractéristiques des conures du genre Pyrrhura. Ses ailes portent les mêmes marques rouges et jaunes que la Conure de Santa Marta.

## Position systématique
Cette espèce est proche des Conure à ventre rouge et Conure de Santa Marta.

## Sous-espèces
Cet oiseau comporte deux sous-espèces :
- egregia ;
- obscura au plumage plus foncé.

## Habitat
Cet oiseau peuple les forêts de montagnes entre 700 et 1 800 m d'altitude.

## Répartition
Cet oiseau vit au sud-est du Venezuela, à l'ouest de la Guyane et au nord-est du Brésil.